# Avrillé, Maine-et-Loire

Avrillé este o comună în departamentul Maine-et-Loire, Franța. În 2009 avea o populație de 12,454 de locuitori.